# Petite Conversation familiale
Pour plus de détails, voir Fiche technique et Distribution.
Petite Conversation familiale est un film belge réalisé par Hélène Lapiower, sorti en 2000.

## Synopsis
L'histoire d'une famille de petits tailleurs Juifs sur une période de sept ans.

## Fiche technique
- Titre : Petite Conversation familiale
- Réalisation : Hélène Lapiower
- Montage : Anita Fernández, Hélène Lapiower et Anne Weil
- Production : François Margolin
- Société de production : Arte, Margo Films, Paradise Films et ZDF
- Société de distribution : Gémaci (France)
- Pays :  Belgique
- Genre : Documentaire
- Durée : 67 minutes
- Dates de sortie : 
  -  France : 14 juin 2000

## Accueil
Jacques Mandelbaum pour Le Monde écrit à propos du film : « Jamais la mise en crise du destin juif n'aura été aussi bien vue au cinéma, et rarement aura-t-on aussi bien montré que la famille est avant tout l'ultime communauté des morts ».